# Lintjärnen (Orsa socken, Dalarna)
Lintjärnen är en sjö i Orsa kommun i Dalarna och ingår i Dalälvens huvudavrinningsområde. Sjön har en area på 0,0446 kvadratkilometer och ligger 203,2 meter över havet.

## Delavrinningsområde
Lintjärnen ingår i det delavrinningsområde (678658-144496) som SMHI kallar för Ovan VDRID = Ämån i Orsälvens vattendragsyta. Medelhöjden är 277 meter över havet och ytan är 21,68 kvadratkilometer. Räknas de 212 avrinningsområdena uppströms in blir den ackumulerade arean 1 878,75 kvadratkilometer. Orsälven (Oreälven) som avvattnar avrinningsområdet har biflödesordning 2, vilket innebär att vattnet flödar genom totalt 2 vattendrag innan det når havet efter 342 kilometer. Avrinningsområdet består mestadels av skog (62 procent) och öppen mark (11 procent). Avrinningsområdet har 0,68 kvadratkilometer vattenytor vilket ger det en sjöprocent på 3,1 procent. Bebyggelsen i området täcker en yta av 0,84 kvadratkilometer eller 4 procent av avrinningsområdet.